# フランコ・バルドゥッチ
フランコ・バルドゥッチ（Franco Balducci、1922年11月23日 - 2001年6月7日）とは、イタリアの俳優である。戦後の1940年代から助演男優として映画に出演した。主に娯楽作品が守備範囲であり、1960年代末からは数多くのマカロニ・ウェスタンに出演した。『怒りの荒野』(1967)や『皆殺しのジャンゴ/復讐の機関砲』(1968)保安官助手辺りのその他大勢のガンマン役が目立つ。他の出演作は『荒野の渡り者』(1965/未公開)『荒野の一つ星』『新・夕陽のガンマン/復讐の旅』(いずれも1967)『暁のガンマン』(1968/未公開)『怒りのガンマン/銀山の大虐殺』(1973/未公開)など。